# Ministère des Droits de l'Homme (Brésil)
Le ministère des Droits Humains et de la Citoyenneté (en portugais : Ministério dos Direitos Humanos e Cidadania) est un département du gouvernement brésilien chargé des droits humains au Brésil (pt).
Silvio Almeida en est le ministre depuis le 1er janvier 2023 au sein du gouvernement Lula da Silva III.

## Histoire
Le secrétariat national des Droits Humains (« Secretaria Nacional dos Direitos Humanos ») est créé le 7 avril 1997 par le décret no 2193 de Fernando Henrique Cardoso. Le 1er janvier 1999, il est renommé « secrétariat d'État des Droits Humains » (« Secretaria de Estado dos Direitos Humanos »).
Sous la première présidence de Lula, il devient le « secrétariat spécial aux Droits Humains » (« Secretaria Especial dos Direitos Humanos ») par la loi no 10683 du 28 mai 2003. Une mesure provisoire signée par le président Lula le 25 mars 2010 accroît l'importance du secrétariat et le renomme « secrétariat aux Droits Humains de la présidence de la République » (« Secretaria de Direitos Humanos da Presidência da República »).
Le 2 octobre 2015, Dilma Rousseff signe le décret provisoire no 696 qui agrège plusieurs secrétariats pour former le « ministère des Femmes, de l'Égalité raciale et des Droits  Humains ».
Sous le gouvernement Bolsonaro, le ministère est élargi et prend le nom de « ministère de la Femme, de la Famille et des Droits Humains » . Le 6 décembre 2018, le ministre Onyx Lorenzoni annonce que la Fondation nationale de l'Indien, précédemment dépendante du ministère de la Justice sera rattachée au ministère des Droits Humains alors dirigé par Damares Alves. À la suite de cette annonce, inquiets de la défense de leurs droits dans cette nouvelle organisation, plusieurs associations représentants des peuples autochtones manifestent leur désaccord.

## Organisation
| Nº | Ministre                    | Début | Fin  | Président                 |
| -- | --------------------------- | ----- | ---- | ------------------------- |
| 1  | José Gregori (pt)           | 1997  | 2000 | Fernando Henrique Cardoso |
| 2  | Gilberto Vergne Saboia (pt) | 2000  | 2001 | Fernando Henrique Cardoso |
| 3  | Paulo Sérgio Pinheiro (pt)  | 2001  | 2003 | Fernando Henrique Cardoso |
| 4  | Nilmário Miranda (pt)       | 2003  | 2005 | Luiz Inácio Lula da Silva |
| 5  | Mário Mamede Filho (pt)     | 2005  | 2006 | Luiz Inácio Lula da Silva |
| 6  | Paulo Vannuchi (pt)         | 2006  | 2011 | Luiz Inácio Lula da Silva |
| 7  | Maria do Rosário            | 2011  | 2014 | Dilma Rousseff            |
| 8  | Ideli Salvatti (pt)         | 2014  | 2015 | Dilma Rousseff            |
| 9  | Pepe Vargas (pt)            | 2015  | 2015 | Dilma Rousseff            |
| 10 | Nilma Lino Gomes (pt)       | 2015  | 2016 | Dilma Rousseff            |
| 11 | Luislinda Valois            | 2017  | 2018 | Michel Temer              |
| 12 | Gustavo do Vale Rocha (pt)  | 2018  | 2018 | Michel Temer              |
| 13 | Damares Alves               | 2019  | 2022 | Jair Bolsonaro            |
| 14 | Cristiane Britto            | 2022  | 2022 | Jair Bolsonaro            |
| 15 | Silvio Almeida              | 2023  | —    | Luiz Inácio Lula da Silva |